# 1989 AN1
1989 AN1 är en asteroid i huvudbältet som upptäcktes den 6 januari 1989 av de båda japanska astronomerna Seiji Ueda och Hiroshi Kaneda i Kushiro.
Asteroiden har en diameter på ungefär 6 kilometer.